# Andrés Felipe Perea
Andrés Perea (Tampa, Florida, Estados Unidos, 14 de noviembre de 2000) es un futbolista colombo-estadounidense que juega como centrocampista en el New York City FC de la MLS de los Estados Unidos. Es internacionan de  
la selección absoluta de los Estados Unidos. Es hijo del exfutbolista Nixon Perea.

## Plano personal
Perea nació y vivió en Tampa, Florida, Estados Unidos, durante los primeros cinco años de su vida, jugando en el Old Mars FC y en el West Florida Premier. 
Después se trasladaría a Colombia, donde se inscribió en la cantera del Atlético Nacional con seis años. En 2013, Perea formó parte del equipo del Atlético Nacional que ganó el prestigioso torneo nacional juvenil Torneo de Pony Fútbol.

## Trayectoria

### Atlético Nacional
El 10 de julio de 2017, Perea debutó con el Atlético Nacional como suplente en el minuto 77 en la derrota por 1-0 ante Santa Fe, convirtiéndose así en el primer jugador nacido en el siglo XXI que juega en el club, y marcó su primer gol con el equipo el 19 de abril de 2019, en la victoria por 4-0 ante Patriotas.

### Orlando City
El 9 de diciembre de 2019, Perea se unió al equipo Orlando City de la MLS en calidad de préstamo de cara a la temporada 2020. Debutó con el equipo como suplente el 29 de febrero de 2020 en el inicio de la temporada, cuando el equipo empató 0-0 con el Real Salt Lake. Una semana después, Perea fue titular por primera vez y dio una asistencia en el primer gol de la temporada marcado por Chris Mueller en la derrota de Orlando por 2-1 ante Colorado Rapids.
Después de hacer 28 apariciones en su temporada de debut con Orlando, Perea tuvo su préstamo hecho permanente como parte de los movimientos de la lista de final de temporada del club el 2 de diciembre de 2020.

## Selección nacional
En 2017, Perea formó parte de las selecciones sub-17 de Colombia tanto en el Campeonato Sudamericano Sub-17 como en la Copa Mundial Sub-17 de la FIFA. En mayo de 2019, Perea fue convocado a la selección sub-20 de Colombia para la Copa Mundial Sub-20 de la FIFA como reemplazo por lesión de Yéiler Góez y fue titular en los cinco partidos en los que Colombia llegó a los cuartos de final antes de ser eliminada por el eventual ganador Ucrania.
En diciembre de 2020, Perea fue convocado por primera vez a la selección de Estados Unidos para un amistoso contra El Salvador como sustituto tras la retirada de Frankie Amaya, pero no apareció en el partido. El 12 de enero de 2021, mientras se encontraba en una concentración con la selección sub-23 de Estados Unidos, se anunció que la FIFA concedía a Perea un cambio único para representar a Estados Unidos de forma competitiva. Debutó con Estados Unidos el 31 de enero de 2021, como sustituto en el descanso de Sebastian Lletget en una victoria amistosa por 7-0 contra Trinidad y Tobago.

### Participación Sudamericanos
| Campeonato                  | Sede  | Resultado  | Partidos | Goles |
| --------------------------- | ----- | ---------- | -------- | ----- |
| Sudamericano Sub-17 de 2017 | Chile | Fase final | 8        | 0     |

### Participaciones en Copas del Mundo
| Mundial                     | Sede    | Resultado        | Partidos | Goles |
| --------------------------- | ------- | ---------------- | -------- | ----- |
| Copa Mundial Sub-17 de 2017 | India   | Octavos de final | 3        | 0     |
| Copa Mundial Sub-20 de 2019 | Polonia | Cuartos de final | 5        | 0     |

## Clubes
| Club               | País           | Año           |
| ------------------ | -------------- | ------------- |
| Atlético Nacional  | Colombia       | 2017-2019     |
| Orlando City S. C. | Estados Unidos | 2020-2023     |
| New York City FC   | Estados Unidos | 2024-presente |

## Estadísticas
| Club                         | Div.          | Temporada     | Liga  | Liga  | Copa Nacional | Copa Nacional | Copa Internacional | Copa Internacional | Total | Total |
| Club                         | Div.          | Temporada     | Part. | Goles | Part.         | Goles         | Part.              | Goles              | Part. | Goles |
| ---------------------------- | ------------- | ------------- | ----- | ----- | ------------- | ------------- | ------------------ | ------------------ | ----- | ----- |
| Atlético Nacional · Colombia | 1.ª           | 2017          | 2     | 0     | 1             | 0             | -                  | -                  | 3     | 0     |
| Atlético Nacional · Colombia | 1.ª           | 2018          | 1     | 0     | -             | -             | -                  | -                  | 1     | 0     |
| Atlético Nacional · Colombia | 1.ª           | 2019          | 11    | 1     | -             | -             | -                  | -                  | 11    | 1     |
| Atlético Nacional · Colombia | Total club    | Total club    | 14    | 1     | 1             | 0             | 0                  | 0                  | 15    | 1     |
| Orlando City Estados Unidos  | 1.ª           | 2020          | 28    | 0     | -             | -             | -                  | -                  | 28    | 0     |
| Orlando City Estados Unidos  | 1.ª           | 2021          | 27    | 2     | -             | -             | -                  | -                  | 27    | 2     |
| Orlando City Estados Unidos  | 1.ª           | 2022          | 8     | 0     | -             | -             | -                  | -                  | 8     | 0     |
| Orlando City Estados Unidos  | Total club    | Total club    | 63    | 2     | 0             | 0             | 0                  | 0                  | 63    | 2     |
| Total carrera                | Total carrera | Total carrera | 77    | 3     | 1             | 0             | 0                  | 0                  | 77    | 3     |

### Selección nacional
| Selección              | Año                  | Amistosos | Amistosos | Copa Mundial | Copa Mundial | Eliminatorias Mundialistas | Eliminatorias Mundialistas | Total | Total |
| Selección              | Año                  | Part.     | Goles     | Part.        | Goles        | Part.                      | Goles                      | Part. | Goles |
| ---------------------- | -------------------- | --------- | --------- | ------------ | ------------ | -------------------------- | -------------------------- | ----- | ----- |
| Colombia Sub-17        |                      |           |           |              |              |                            |                            |       |       |
| 2017                   | --                   | --        | 3         | 0            | 8            | 0                          | 11                         | 0     |       |
| Total                  | 0                    | 0         | 3         | 0            | 8            | 0                          | 11                         | 0     |       |
| Colombia Sub-20        |                      |           |           |              |              |                            |                            |       |       |
| 2019                   | --                   | --        | 5         | 0            | --           | --                         | 5                          | 0     |       |
| Total                  | 0                    | 0         | 5         | 0            | 0            | 0                          | 5                          | 0     |       |
| Total Colombia         | Total Colombia       | 0         | 0         | 8            | 0            | 8                          | 0                          | 16    | 0     |
| Estados Unidos Sub-23  |                      |           |           |              |              |                            |                            |       |       |
| 2020                   | --                   | --        | --        | --           | 4            | 0                          | 4                          | 0     |       |
| Total                  | 0                    | 0         | 0         | 0            | 4            | 0                          | 4                          | 0     |       |
| Estados Unidos Mayores |                      |           |           |              |              |                            |                            |       |       |
| 2021                   | 1                    | 0         | --        | --           | --           | --                         | 1                          | 0     |       |
| Total                  | 1                    | 0         | 0         | 0            | 0            | 0                          | 1                          | 0     |       |
| Total Estados Unidos   | Total Estados Unidos | 1         | 0         | 0            | 0            | 4                          | 0                          | 5     | 0     |
| Total en Selecciones   | Total en Selecciones | 1         | 0         | 8            | 0            | 12                         | 0                          | 21    | 0     |

## Palmarés

### Títulos internacionales
| Título              | Equipo          | País     | Año  |
| ------------------- | --------------- | -------- | ---- |
| Juegos Bolivarianos | Colombia Sub-17 | Colombia | 2017 |